# Nowe Kamienice
Nowe Kamienice – wieś w Polsce położona w województwie wielkopolskim, w powiecie ostrowskim, w gminie Ostrów Wielkopolski, przy wschodniej granicy Ostrowa.

## Historia
Powstały w XIX wieku, kiedy przeniesiono tu folwark z terenu Kamienic (obecnie Stare Kamienice). Miejscowość przynależała administracyjnie przed rokiem 1887 do powiatu odolanowskiego, w latach 1975-1998 do województwa kaliskiego, a w latach 1887–1975 i od 1999 do powiatu ostrowskiego.
W latach 1953–1954 miejscowość była siedzibą gminy Kamienice Nowe.